# Washington Redskins 1950
La stagione 1950 dei Washington Redskins è stata la 19ª della franchigia nella National Football League e la 13ª a Washington. Sotto la direzione del capo-allenatore Herman Ball la squadra ebbe un record di 3-9, terminando quarta nella NFL American e mancando i playoff per il quinto anno consecutivo.

## Calendario
| Stagione regolare |                    |                        |                    |                    |                             |                    |                    |
| Turno             | Data               | Avversario             | Risultato          | Record             | Stadio                      | Pubblico           | Sintesi            |
| 1                 | 17 settembre       | at Baltimore Colts     | V 38–14            | 1–0                | Memorial Stadium            | 29,000             | Recap              |
| 2                 | 24 settembre       | at Green Bay Packers   | S 21–35            | 1–1                | Wisconsin State Fair Park   | 14,109             | Recap              |
| 3                 | 1º ottobre         | Pittsburgh Steelers    | S 7–26             | 1–2                | Griffith Stadium            | 25,008             | Recap              |
| 4                 | 8 ottobre          | New York Giants        | S 17–21            | 1–3                | Griffith Stadium            | 19,288             | Recap              |
| 5                 | Settimana di pausa | Settimana di pausa     | Settimana di pausa | Settimana di pausa | Settimana di pausa          | Settimana di pausa | Settimana di pausa |
| 6                 | 22 ottobre         | Chicago Cardinals      | S 28–38            | 1–4                | Griffith Stadium            | 27,856             | Recap              |
| 7                 | 29 novembre        | at Philadelphia Eagles | S 3–35             | 1–5                | Shibe Park                  | 33,707             | Recap              |
| 8                 | 5 novembre         | at New York Giants     | S 21–24            | 1–6                | Polo Grounds                | 23,909             | Recap              |
| 9                 | 12 novembre        | Philadelphia Eagles    | S 0–33             | 1–7                | Griffith Stadium            | 29,407             | Recap              |
| 10                | 19 novembre        | at Cleveland Browns    | S 14–20            | 1–8                | Cleveland Municipal Stadium | 21,908             | Recap              |
| 11                | 26 novembre        | Baltimore Colts        | V 38–28            | 2–8                | Griffith Stadium            | 21,275             | Recap              |
| 12                | 3 dicembre         | at Pittsburgh Steelers | V 24–7             | 3–8                | Forbes Field                | 19,741             | Recap              |
| 13                | 10 dicembre        | Cleveland Browns       | S 21–45            | 3–9                | Griffith Stadium            | 30,143             | Recap              |

Nota: gli avversari della propria division sono in grassetto.

## Classifiche
| NFL American        |    |   |   |      |     |     |     |     |
|                     | V  | S | P | %    | DIV | PF  | PS  | STR |
| Cleveland Browns    | 10 | 2 | 0 | .833 | 8–2 | 310 | 144 | V6  |
| New York Giants     | 10 | 2 | 0 | .833 | 8–2 | 268 | 150 | V6  |
| Pittsburgh Steelers | 6  | 6 | 0 | .500 | 5–5 | 180 | 195 | V1  |
| Philadelphia Eagles | 6  | 6 | 0 | .500 | 4–6 | 254 | 141 | S4  |
| Chicago Cardinals   | 5  | 7 | 0 | .417 | 3–6 | 233 | 287 | S1  |
| Washington Redskins | 3  | 9 | 0 | .250 | 1–8 | 232 | 326 | S1  |

Note: I pareggi non venivano conteggiati ai fini della classifica fino al 1972.